# Vorfrühlings-Zeitlose
Die Vorfrühlings-Zeitlose oder Szovits-Zeitlose (Colchicum szovitsii) ist eine Pflanzenart aus der Gattung der Zeitlosen (Colchicum) in der Familie der Zeitlosengewächse (Colchicaceae).

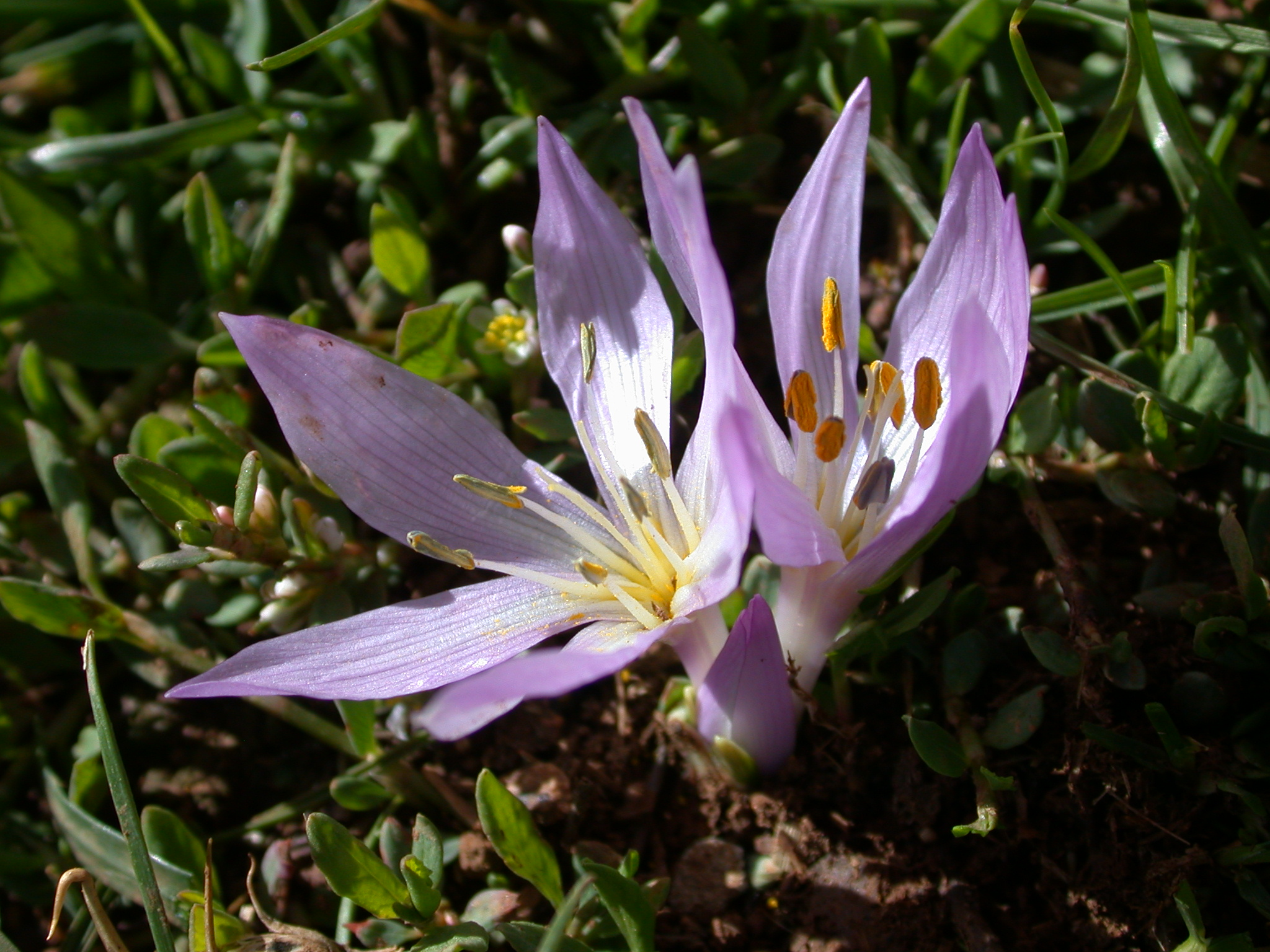
Colchicum szovitsii subsp. brachyphyllum

## Merkmale
Die Vorfrühlings-Zeitlose ist eine ausdauernde Knollenpflanze, die Wuchshöhen von 3 bis 10 Zentimeter erreicht. Die meist 2, selten 3 Blätter sind kahl und messen zur Blütezeit 1 bis 13 × 0,4 bis 3 Zentimeter, später erreichen sie 10 bis 30 × 0,7 bis 4,5 Zentimeter. Die 1 bis 7 Blüten sind weiß oder hellrosa bis lilarosa gefärbt. Die Perigonzipfel messen 20 bis 39 (selten ab 16) × 5 bis 10 (selten 2 bis 12,5) Millimeter und besitzen meist Öhrchen am Grund. Die Staubbeutel sind blassgelb bis schwarzviolett.
Die Blütezeit reicht von Februar bis April, möglicherweise auch bis Mai.
Die Chromosomenzahl beträgt 2n = 18.

## Vorkommen
Die Vorfrühlings-Zeitlose kommt auf dem Nordost-Balkan, in der Türkei, im Nordost-Irak, in Transkaukasien, im Nord-, West- und Zentral-Iran und in Turkmenien vor. Sie wächst oft in sehr großen Beständen auf feuchten, alpinen Wiesen, auf Schneeflecken, an Bachufern und in sumpfigen Senken in Höhenlagen von 200 bis 3600 Meter.

## Taxonomie und Systematik
Die Vorfrühlings-Zeitlose wurde 1835 durch Friedrich Ernst Ludwig von Fischer und Carl Anton von Meyer in Index Seminum (Petropolitanus) Band 1, Seite 24 als Colchicum szovitsii erstbeschrieben. Sie wurde nach ihrem Entdecker, dem ungarischen Apotheker in Odessa Johann Nepomuk Szovits (1782–1830) benannt.
Man kann zwei Unterarten unterscheiden:
- Colchicum szovitsii subsp. brachyphyllum (Boiss. & Hausskn.) K.Perss.: Sie kommt von der südlichen Türkei bis ins nordwestliche Jordanien vor.[2]
- Colchicum szovitsii subsp. szovitsii: Sie kommt vom östlichen Bulgarien bis zum Iran vor.[2]

## Nutzung
Die Vorfrühlings-Zeitlose wird selten als Zierpflanze für Steingärten genutzt.